# Bimbo (personaggio)
Bimbo è un personaggio creato dai Fleischer Studios.

## Storia
Fu introdotto come Fitz the dog, quando l'animatore Dick Huemer, una volta entrato a far parte dei Fleischer Studios, decise di perfezionare la serie Out of the Inkwell con un nuovo design e nuovi personaggi affiancandolo così a Koko il Clown. Successivamente, con il nome di Bimbo, divenne uno dei personaggi principale dei Talkartoons insieme sempre a Koko il Clown e Betty Boop.

“Dizzy Dishes”

## Design
In Out of the Inkwell aveva l'aspetto di un cane bianco mentre nei Talkartoons assunse lo stile "tipico" degli anni 30 del novecento, con il colore bianco e nero e più antropomorfo sulla falsariga di Topolino.

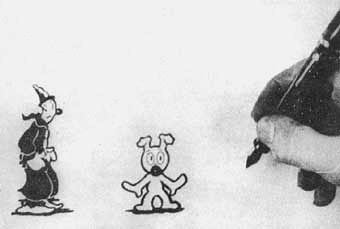
la prima versione "Fitz the dog" al centro con Koko il clown a sinistra (Koko Chops Suey" 1927)